# US Squash
La Fédération américaine de squash (US Squash) est l'organisme national qui régit le squash aux États-Unis. US Squash était auparavant connue sous le nom de The United States Squash Racquets Association (USSRA). L'organisation a son siège social à New York et est membre du Comité olympique américain. US Squash possède l'US Open, le North American Open et tous les autres championnats américains et en détient les licences.

## Histoire
US Squash a été fondé en 1904 à Philadelphie pour répondre aux besoins d'une population croissante de joueurs de squash. Avec sa création, US Squash - qui s'appelait à l'époque "United States Squash Racquets Association" - fut la première organisation de squash au monde. L'organisation assume le rôle d'arbitre dans tous les aspects du sport en ce qui concerne les règles et règlements en étant la première association à définir et à réglementer le sport : cela comprenait non seulement les règles du jeu, mais aussi les spécificités et règlements du terrain et de la balle.
En 1923, le squash avait gagné en popularité dans tout le pays. C'est pourquoi l'organisation a commencé à se réunir chaque année avec une réunion du conseil d'administration. Les membres du conseil d'administration devaient se pencher sur les problèmes sans cesse croissants et changeants qui se manifestent à partir d'une telle entreprise humaine et concevoir les nouvelles politiques, règlements et objectifs de l'organisation (ou "mission"). En février 1924,  un premier championnats des États-Unis de squash se tient à Boston et il est remporté le 24 février par Gerald Robarts d'Angleterre, face à William F. Harrity de Philadelphie en finale.
À l'approche des années 1950, l'objectif du US Squash's Board d'organiser le sport semble avoir été atteint ; la popularité du sport s'est aussi considérablement accrue. Avec de plus en plus de joueurs, l'organisation a élargi les postes du conseil d'administration et embauché des cadres à temps plein pour le diriger ; en outre, l'organisation ouvre deux subdivisions pour séparer les joueurs en commençant à la fois les championnats nationaux juniors et les championnats nationaux seniors.
En 1957, l'US Squash s'est officiellement constituée en organisation à but non lucratif dans l'État de New York.

### USWSRA
Dans les années 1970, le squash américain contribue à l'essor du sport féminin aux États-Unis. L'organisation crée une organisation sœur appelée "The United States Women's Squash Racquets Association" (USWSRA). L'USWSRA a pour but d'organiser le sport féminin au niveau national, c'est-à-dire de définir et de réglementer le sport féminin de la même manière que l'Association américaine de squash et de raquette le fait pour les hommes. L'USWSRA et l'USSRA travaillent ensemble jusqu'en 1979, date à laquelle les deux organisations décident de fusionner dans le but d'unifier le sport pour devenir un défenseur plus influent du squash à travers le pays.

### Contemporain
En 1975, Darwin P. Kingsley devient le premier directeur exécutif de US Squash. De là, il contribue à faire connaître l'organisation et le sport dans toute sa modernité. Quand Kingsley prend ses fonctions pour la première fois en 1975, il y avait 800 membres et 40 clubs, quand il est parti en 1992, il y avait 10 000 membres et 250 clubs. Le successeur de Kingsley, Craig Brand, laisse également un héritage pour le jeu en tant que directeur général de l'US Squash. Au cours des dix années que Brand passent en tant que PDG, il contribue à l'intégration du jeu de balle molle populaire international aux États-Unis (où le jeu de balle dure avait dominé). Craig Brand est également reconnu pour avoir permis à US Squash de devenir membre du Comité olympique américain. Le mandat de Palmer Page en tant que PDG de US Squash de 2003-2004 a été de courte durée mais efficace ; il a rapidement adopté et inséré la technologie du XXIe siècle pour aider à soutenir et à améliorer les besoins et les enjeux modernes de ce sport. Palmer Page célèbre la fin de son poste chez US Squash peu après son 100e anniversaire en 2004. Kevin Klipstein, l'actuel PDG, reprend le poste de Palmer Page chez US Squash en 2004.
Les États-Unis ont la participation au squash qui croît le plus rapidement dans le monde entier - la Sports & Fitness Association (SFIA) affiche une croissance globale de 101 % entre 2010 et 2019 pour atteindre 1,71 million de joueurs de squash.